# 김수현 (1978년)
김수현(1978년 2월 14일 ~ )은 대한민국의 영화 배우이다. 2000년에 UCLA대학원 연극영화과 석사과정을 수료했다.

## 출연작

### 드라마
- 《나쁜 남자》 (2010년, SBS)
- 《도망자 플랜 B》 (2010년, KBS2) - 박형사 역
- 《한반도》 (2012년, TV조선) - 리영춘 역
- 《적도의 남자》 (2012년, KBS2) - 청년 Mr. 쿤 역
- 《빠스껫 볼》 (2013년, tvN) - 김실장 역

### 영화
- 2016년 《죽여주는 여자》 - 세비로송 아들 역
- 2006년 《썬데이 서울》 - 태풍 역
- 2005년 《서울공략》 - 흑곰 역
- 1997년 《파더스 데이》 - 경관 역